# 케로로 중사 극장판 3기 동시상영 - 무사 케로 센고쿠 란성 대 배틀
《케로로 중사 극장판 3기 동시상영 - 무사 케로 센고쿠(戦国) 런 스타 대배틀》(일본어: 武者ケロ お披露目!戦国ラン星大バトル!)은 2008년 3월 1일 개봉한, 《케로로 대 케로로 천공대결전》의 동시 상영 작품이다.

## 제작진
- 원작 : 요시자키 미네 - 가도카와 쇼텐 《월간 소년 에이스》 출간
- 총감독 : 사토 쥰이치
- 감독 : 야마구치 스스무
- 캐릭터 디자인 : 이토시마 마사히코
- 애니메이션 제작 : 선라이즈
- 제작 협력 : 브리지

## 주제가
- (타이틀 미정)
  - 노래 : 후지사지 마켓, 음반사 : R and C

## 같이 보기
- 케로로 중사 (극장판)
- 케로로
- 케로로 중사 극장판 3기 - 케로로 대 케로로 천공대결전